# 章文晋
章 文晋（しょう ぶんしん、1914年〈民国3年〉 - 1991年2月18日）は、中華人民共和国の外交官。1983年から1985年まで駐米大使を務めた。北京出身。原籍は浙江省三門県。

## 生涯
祖父は章一山。父は周恩来の天津南開中学時代の級友である章以呉。母は北洋政府交通総長朱啓鈐の娘である朱淇筠。少年時代の1927年（民国16年）にドイツ共和国へ留学。1931年（民国20年）に帰国し、抗日運動に参加。1935年（民国24年）に清華大学工学院の機械工程学系に進学。1943年に清華大学で工学士の学位を取得。
1949年に天津市人民政府外事処の処長。1954年に外交部に入省。1966年8月から1967年1月まで駐パキスタン大使。1971年1月から1972年5月まで外交部欧米司の司長。1973年9月から1976年12月まで駐カナダ大使。その後は米中関係正常化に向けた活動を行い、1983年3月から1985年4月まで駐米大使。
1986年以降は民間での外交活動に従事し、中国人民対外友好協会会長に就任。1988年4月に全国人大常委会委員に当選し、全国人大外事委員会副主任委員を務めた。